# Єгоров, Пугинський, Афанасьєв і партнери
«Єгоров, Пугинський, Афанасьєв і партнери» (ЕПАіП, EPA&P) — російська юридична фірма, заснована в 1993 році. Має офіси в Москві, Санкт-Петербурзі, Києві, Мінську та асоційовані офіси в Лондоні і Вашингтоні.

## Історія
У 1993 році Дмитро Афанасьєв, який закінчив юридичний факультет ЛДУ в 1989 році і встиг кілька років попрацювати в США в юрфірмах Schnader Harrison Segal & Lewis (англ.) Рос. і Wolf, Block, Schorr & Solis-Cohen (англ.) рос., приєднався до партнерства Миколи Єгорова та Бориса Пугинського.
Микола Єгоров очолив офіс в Санкт-Петербурзі, Пугинський — в Москві, а Афанасьєв відкрив невеликий офіс в Філадельфії, орієнтований на американські корпорації, що інвестують в Росію. Одним з найцінніших клієнтів стала юрфірма Dechert, яка віддала клієнтів: готельного оператора Marriott International і інвестфонд Franklin Templeton.
Афанасьєв повернувся в Росію в 1999 році, передавши філадельфійський офіс новому партнерові Брюсу Марксу, колишньому партнерові в Spector Gadon & Rosen. Деякий час адвокатське бюро носило ім'я «Єгоров, Пугинський, Афанасьєв і Маркс» (ЕПАМ). У 2001 році через конфлікт Маркс вийшов з партнерства, а з його відходом був закритий офіс у Філадельфії.
У 2006 році штат юристів досяг ста осіб. У Росії бюро поступалося за розміром штату лише фірмі «Пепеляєв, Гольцблат і партнери», але займала перше місце за розміром виручки, яку Forbes оцінював в 24 млн доларів.
У квітні 2007 року фірма відкрила свій офіс в Лондоні.
Влітку 2011 року було оголошено про злиття з українською юридичною фірмою Magisters. Об'єднана юридична компанія стала найбільшою серед юридичних компаній Східної Європи як за кількістю юристів, так і по виручці. У світовому рейтингу адвокатське бюро увійшло в сотню найбільших юридичних фірм світу за кількістю юристів.